# Certina
 (mai 2023).
Si vous disposez d'ouvrages ou d'articles de référence ou si vous connaissez des sites web de qualité traitant du thème abordé ici, merci de compléter l'article en donnant les références utiles à sa vérifiabilité et en les liant à la section « Notes et références ».

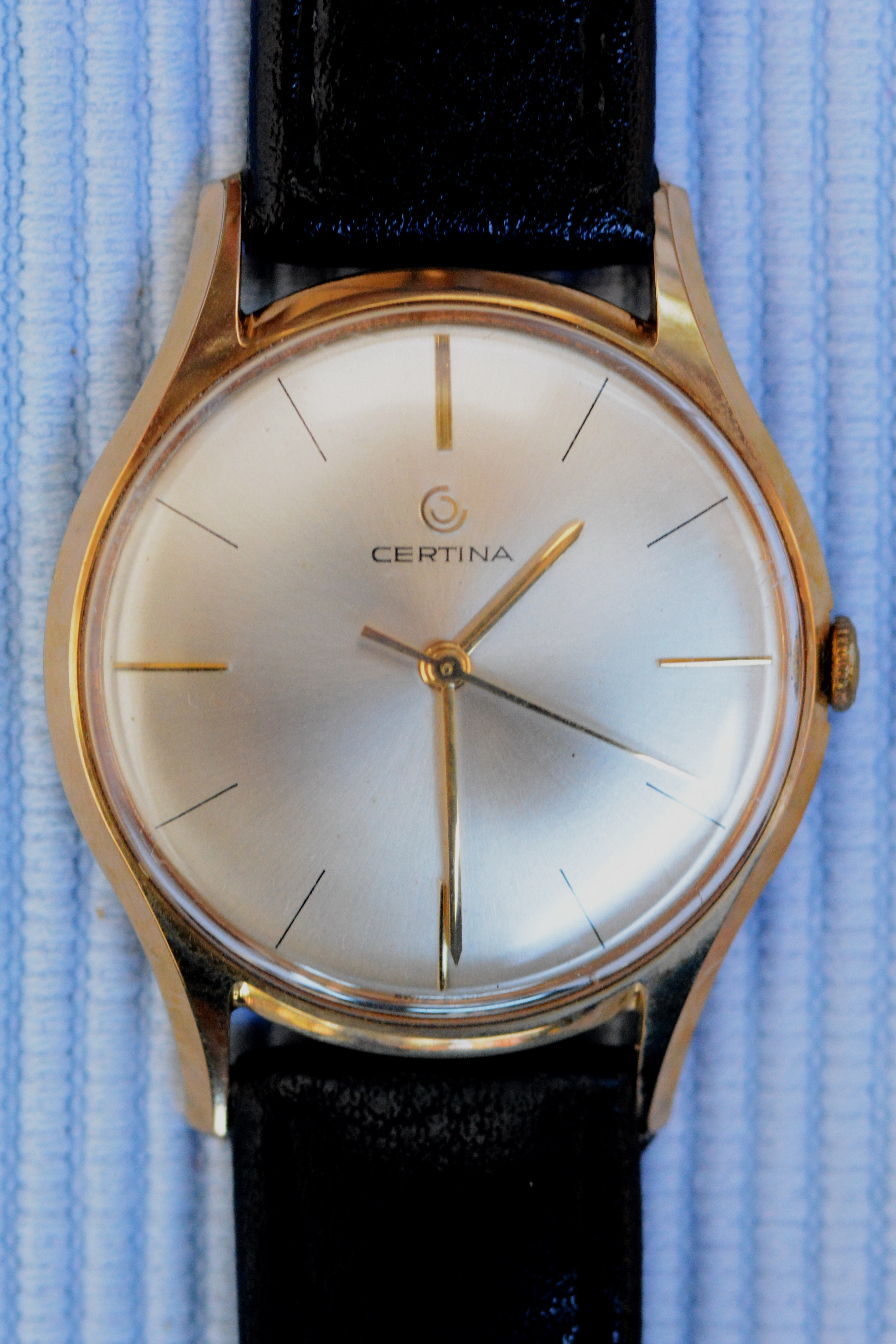
Certina, Cal. 25-36, 1960.

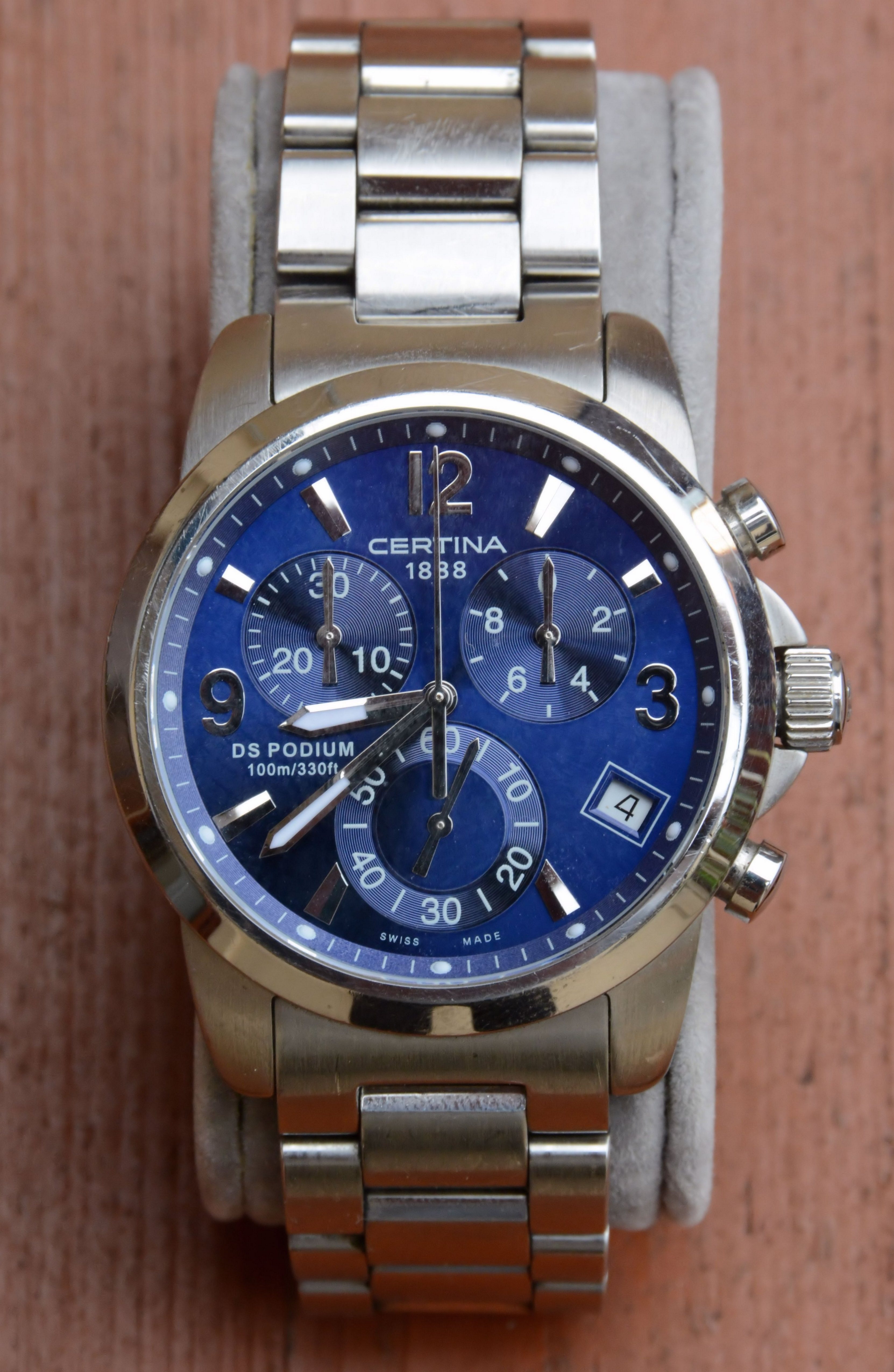
Certina 1888 DS Podium Chronograph.

Certina SA est une entreprise horlogère suisse de luxe, fondée en 1888 à Granges par Adolf et Alfred Kurth, actuellement affiliée à la multinationale Swatch Group.

## Historique
En 1888,, les frères Adolf et Alfred Kurth ouvrent leur premier comptoir de mouvements et composants horlogers à Granges, dans le canton de Soleure. L'entreprise avait été fondée à Granges par Adolf Kurth puis son frère Alfred l'avait rejoint.
Par la suite, Certina développe, comme activité annexe, le remontage de mouvements complets, sous-traitant pour des confrères fabricants. Le nom Certina, une abréviation de « Certus », est employé pour la première fois en 1906. Adolf et Alfred nomment leur premier modèle « Grana », une abréviation de « Granatus », Grenchen en latin. 
En 1938, à la célébration de son 50e anniversaire, la compagnie comptait déjà deux cent cinquante employés et était reconnue comme pionnière de l'horlogerie. 
En 1955, la firme rétribue cinq cents personnes et manufacture mille montres chaque jour. Certina établit alors un plan d’expansion et de modernisation. 
En 1972, la manufacture Certina donne du travail à neuf cents personnes et produit six cent mille montres annuellement. Elle obtient des premiers prix dans la plupart des expositions horlogères internationales, comme l'« International Diamonds Awards » et le « Golden Rose Award ». En ce temps, Certina produit 375 000 pièces, dont 53 000 rubis, journellement.

## Affiliation à General Watch Co, ASUAG
En 1971, la famille propriétaire avait judicieusement décidé de joindre la sous-holding d'ASUAG, afin d’établir une collaboration devenue nécessaire. En effet, l’assaut commercial (voir stratégie d'entreprise) de l’industrie horlogère japonaise, qui produisait des montres automatiques de qualité, à prix très bas, suivies de montres à quartz bon marché, développement négligé par les industriels horlogers suisses, causa une importante régression du volume des affaires. Une restructuration impliqua l’abandon de la manufacture des mouvements de calibres Certina. 
À la fin des années 1978, l’ensemble de la société est transféré à Bienne, et se joint au regroupement des marques Edox et Technos. Sous cette nouvelle direction, Certina réussit à préserver des parts de marché dans les pays où elle était particulièrement bien introduite, essentiellement les scandinaves. En 1983 la fusion dans une nouvelle holding SMH, de toutes les marques horlogères affiliées aux groupes SSIH et ASUAG, redistribue les cartes. En 1998, la marque Certina devient membre d’une nouvelle entité avec Mido et Tissot, au Locle, nouveau site suisse du patrimoine mondial de l'Unesco.

## Montres-bracelets et nouveautés
- Les deux frères produisirent en premier lieu des montres-bracelets pour dames, les hommes préféraient encore les montres de poches, et obtinrent une médaille d’or à la Foire de Milan pour la « performance exceptionnelle » de leurs modèles. Certina fut, en 1936, la première marque horlogère à fabriquer une montre numérique : au lieu des aiguilles traditionnelles, un mouvement mécanique activait des disques, dont la rotation donnait l'indication de l'heure.

- Concept DS (Double Sécurité)

En 1959, Hans et Edwin Kurth décidèrent de développer une niche du marché basée sur une haute qualité, sur une technologie de pointe, et mettant l'accent sur le style technique. Ils inventèrent le concept de suspendre le mouvement à l’intérieur d’un boîtier renforcé, qu’ils nommèrent DS, soit « Double Sécurité ». Les montres de cette ligne furent les premières à atteindre un degré d’étanchéité et de résistance aux chocs de six mètres, comparativement au standard de ce temps de 2,2 mètres. Une équipe d'alpinistes utilisa la montre Certina DS au Dhaulagiri, dans l’Himalaya, et elle résista à toutes les modifications de pression atmosphérique et aux hasards de cette expédition en haute altitude.
- Concept Biorythme

En 1971, Certina introduisit la première montre indiquant les rythmes biologiques humains : la Biostar. 
- Autres concepts en première mondiale

Certina développa et lança bien des modèles en première mondiale, dont la première montre « inrayable », la DS-DiaMaster en carbure de tungstène. 
- Partenariat avec la Formule 1

Dans les années 2000, la marque se lança avec succès dans maints partenariats avec des sociétés de course automobiles, dont Colin McRae, Sete Gibernau, et finalement l'équipe de Formule 1 Sauber, devenue BMW Sauber F1 Team, et dont Certina est toujours partenaire.

## La marque Certina
En 1938, « Certina », (du latin « certus » : assuré, certain), fut sélectionnée comme nom de l'entreprise, pour représenter dans le monde la réputation de fiabilité de ses montres.
La ligne DS est la plus notable, avec les modèles actuels : DS Podium, DS First ou DS Action, et sa collaboration de commandite de l’équipe de F1 BMW Sauber F1 Team.
La collection actuelle intègre les matériaux et systèmes les plus performants : titane, acier inoxydable 316L, verres en saphir, le concept exclusif DS, ainsi que les mouvements Swiss Made ETA répartie en segments de collection : Sport, Aqua, Urban et Heritage, dont tous les modèles indiquent une performance d’étanchéité minimale jusqu’à 100 m.